# 圣殿塔

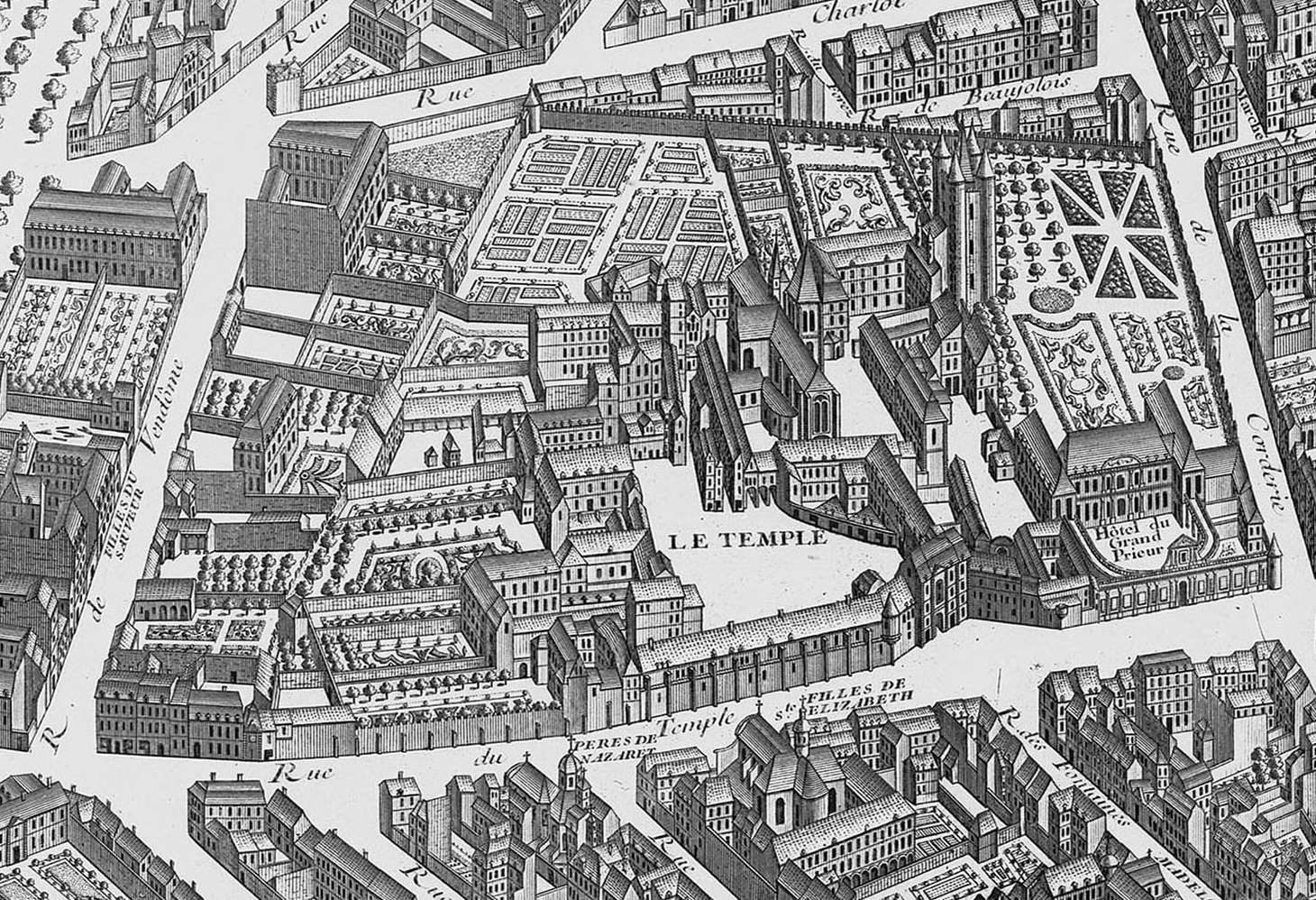
1734年的圣殿塔地区

圣殿塔（Tour du Temple）是巴黎历史上的一座中世纪堡垒，位于今天的巴黎第三区。12世纪，圣殿骑士团在玛莱区兴建旧圣殿塔，作为其欧洲总部。13世纪，另建一座圣殿塔。堡垒的一部分后来用作监狱.
圣殿塔原本包括一些圣殿骑士团的重要机构，包括一个教堂，一个庞大的炮塔，称为大塔（Grosse Tour），一个较小的塔楼，称为凯撒塔（Tour de César）。

## 法国革命
圣殿塔在法国革命期间用作关押法国王室的监狱。关押在圣殿塔的王室成员有：
- 路易十六，1793年1月21日从这里送到革命广场上断头台；
- 玛丽·安托瓦内特，1793年8月1日从圣殿塔转移至巴黎古监狱，最后从那里送上断头台
- 王妹伊丽莎白公主，关押在圣殿塔21个月，1794年5月9日送往巴黎古监狱，次日上断头台
- 路易十七，1795年6月8日在圣殿塔死亡，年仅10岁
- 玛丽·特蕾丝·夏洛特公主，在驱逐出境之前曾关押在此3年零4个月

1808年，由于圣殿塔成了保皇党人的朝圣地（因为这里曾用作关押路易十六的监狱），拿破仑下令将其拆除。1860年前后，拿破仑三世又下令拆除残余的部分。
今天，在圣殿塔的位置上，坐落着圣殿地铁站、圣殿市场（carreau du temple）和司法宫（法院大楼）。大塔沉重的大门依然在温森城堡使用，后者的大炮塔据推测受到了圣殿塔的启发。

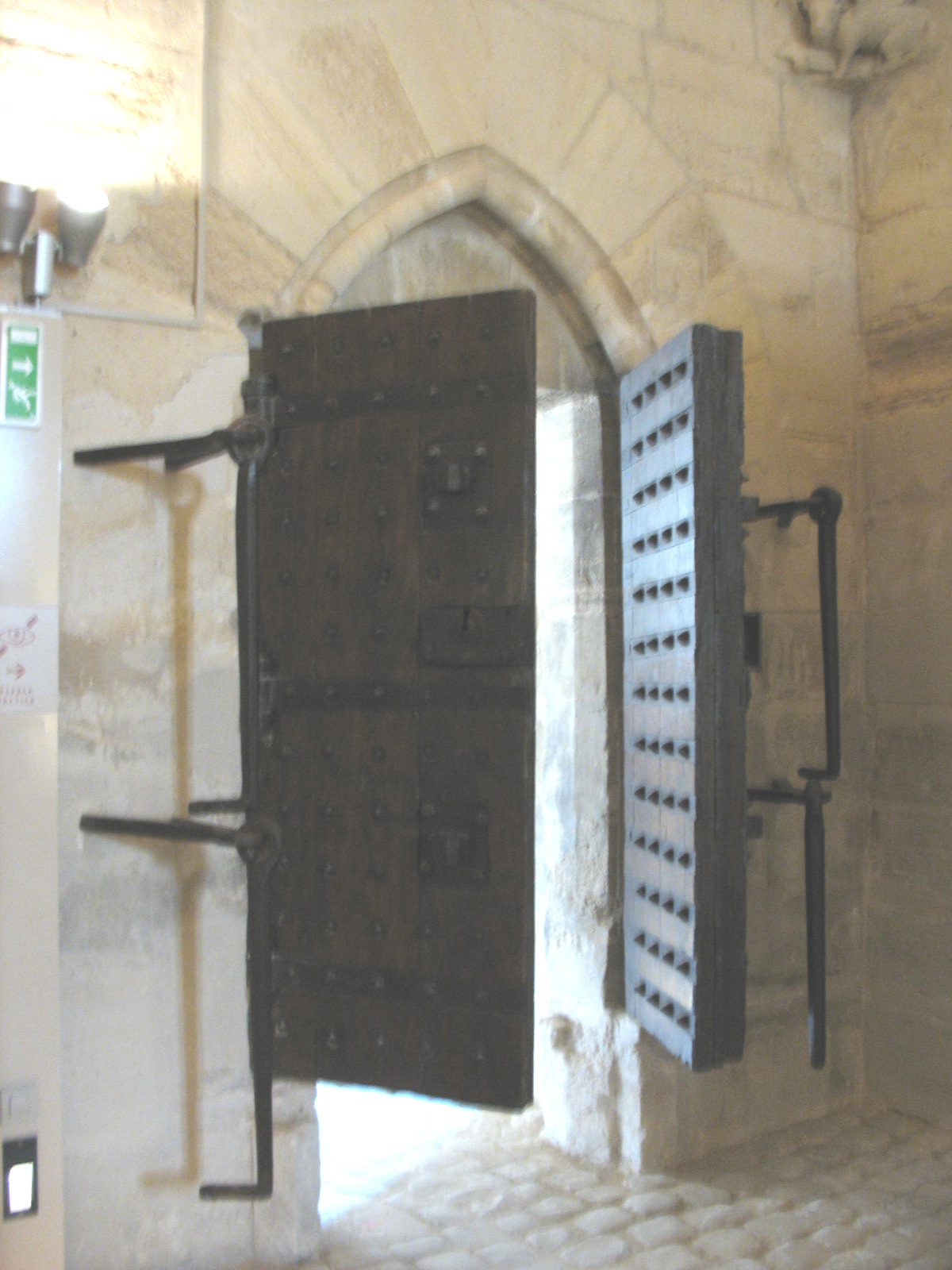
幸存的大门，现在安装在温森城堡
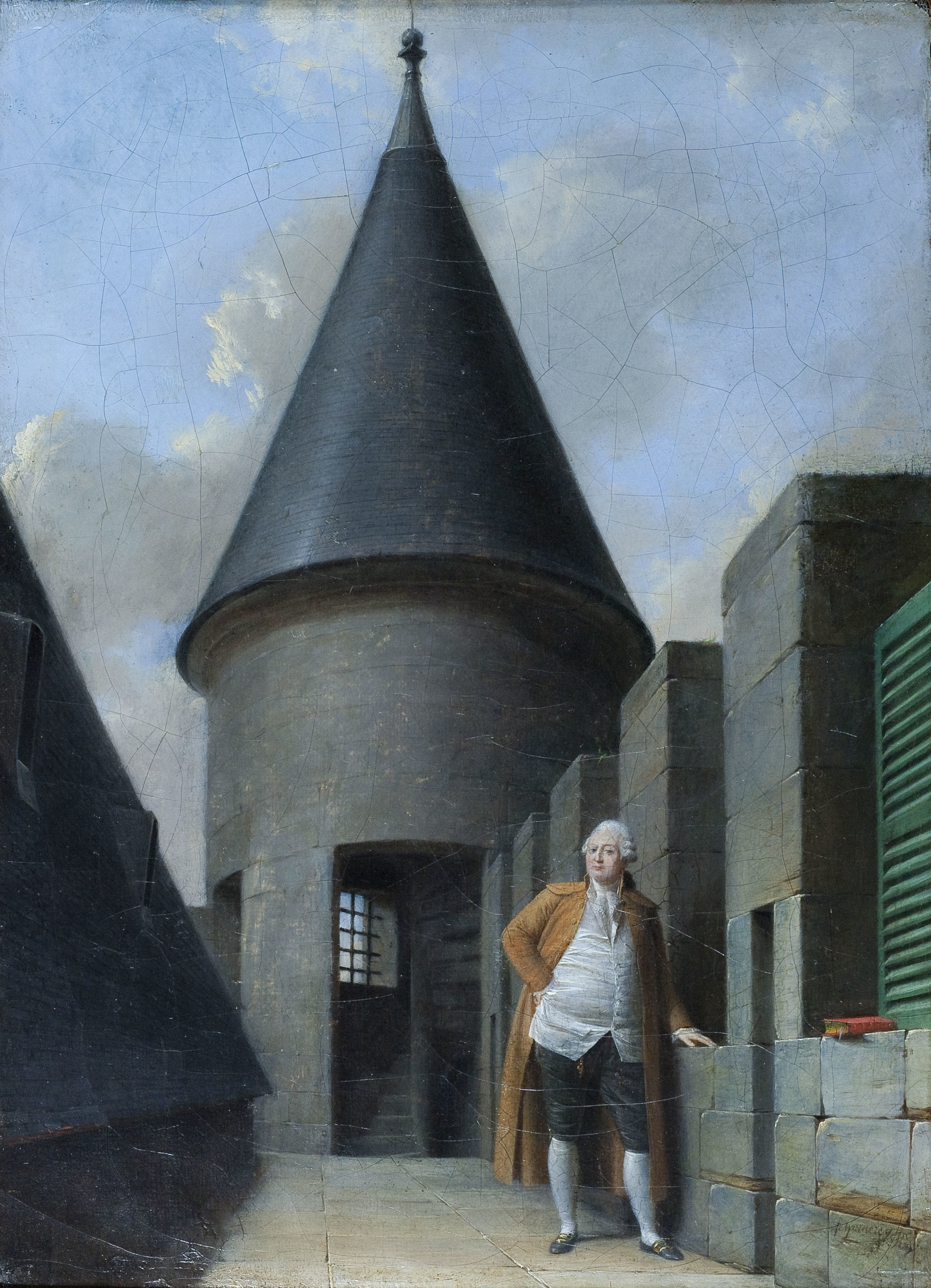
路易十六在圣殿塔
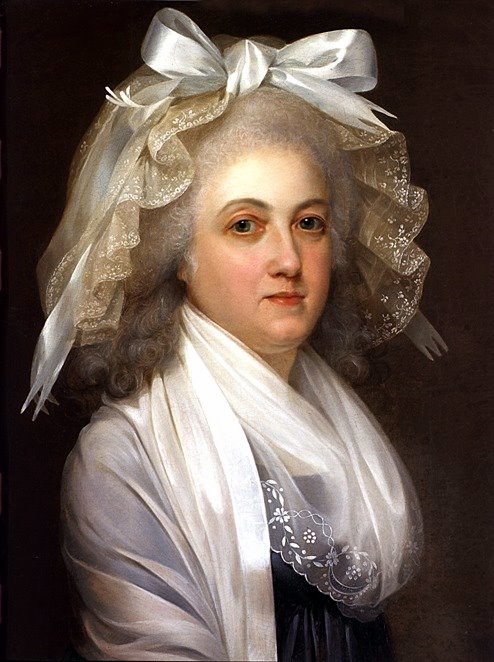
玛丽·安托瓦内特在圣殿塔